# 浅田ひとみ
浅田 ひとみ（あさだ ひとみ、1993年9月28日 - ）はタスクオフィス所属のグラビアアイドル。岐阜県出身。

## 来歴・人物
2006年にグラビアデビュー。小柄な姿で水着などのグラビアで活動している。
2008年7月1日にブログを更新したのを最後に表立った活動がなく、近況は不明。

## 出演

### DVD
- ひとり遊び（2007年1月、タスクビジュアル）
- Air Mail（2007年8月、マーレ）
- とんぼ玉（2007年11月、オークラ出版）
- かすみ草（2008年6月、タスクビジュアル）

### 書籍
写真集
- そよ風の散歩道（2007年11月、オークラ出版）

雑誌
- moecco（2006年）